# Samsung Galaxy Tab E 9.6
O Samsung Galaxy Tab E 9.6 é um tablet de 9,6 polegadas com Android produzido e comercializado pela Samsung Electronics. Pertence à linha "E" da série Samsung Galaxy Tab. Foi anunciado em 16 de junho de 2015 e lançado em 1 de julho de 2015. Está disponível nas versões Wi-Fi e Wi-Fi/4G.

## Caraterísticas
A Samsung lançou originalmente o Galaxy Tab E 9.6 com o Android 4.4.4 KitKat e personalizou a interface com o seu software TouchWiz. Para além do conjunto normal de aplicações Google, tem aplicações Samsung como ChatON, S Suggest, S Voice, S Translator, S Planner, WatchON, Smart Stay, Multi-Window, Group Play, All Share Play.
O Galaxy Tab E 9.6 está disponível nas versões Wi-Fi e 3G e Wi-Fi. O armazenamento é de 8 GB ou 16 GB, dependendo do modelo, com uma ranhura para cartão microSDXC para expansão até 128 GB Tem um ecrã LCD TFT de 9,6 polegadas com uma resolução de 1280x800 pixels e uma densidade de pixels de 157 ppi. Também possui uma câmara frontal de 2 MP sem flash e uma câmara traseira AF de 5,0 MP sem flash.
O modelo dos EUA e do Canadá (SM-T560NU) recebeu actualizações oficiais do Android para o Android 5.0 Lollipop, 6.0 Marshmallow e 7.0 Nougat. Os modelos de outros países foram mantidos na versão 4.4.4 KitKat.